# Комарівський парк «Огруд»
Комарівський парк «Огруд» (пол. ogród — сад) — ботанічна пам'ятка природи місцевого значення.  
Парк закладений в 1903 -1905 рр. паном Чорновським (пол. Czarnowscy). 
Оголошений відповідно до Рішення 25 сесії Вінницької обласної ради 5 скликання від 29.07.2009 р. № 834. Розташований у с. Комарівка Теплицького району Вінницької області. 
Охороняється цінна ділянка грабово-ясеново-дубового лісонасадження та багатим складом різнотрав’я. На території  ландшафтної зони парку зростає понад 60 видів дерев. 